# مصطفى باشا الينبوغ
مصطفى باشا الينبوغ (القطني) سياسي عثماني كان والياً على بغداد للفترة من 28 جمادي الأولى 1074 ه‍، إلى أواخر ذي الحجة من نفس السنة. خلفاً للوالي مصطفى باشا القنبور.

## مصطفى باشا الينبوغ
جاء في حوادث سنة (1074 ه‍ -1663 م) أن هذا الوزير قد نشأ في البلاط السلطاني ويعرف بمصطفى باشا الينبوغ.(والينبوغ يعني القطن ويراد به القطني).كان والياً في الروم. ثم فوِّض إليه منصب بغداد. كان في سن الشباب، ولا يخلو من كبرياء فلم تؤدبه التجارب ولا هذبته الأيام في وقائعها، فلا يزال لم يستفد من عبر الدهر. انه كان يميل إلى بعض أهل النميمة، فهو سمّاع أُذن. يبدي غلظة شديدة. ومما عرف عنه أنه تجاوز على بعض مجاوريه فاغتصب دورهم وألحقها بسرايه الخاص، فارتكب جريرة، لأنه لم لم يشتر الدور بغبن فاحش ولكن الغدر متحقق ظاهر، فاشتهر بسوء السمعة، فسخط عليه الناس وتذمروا منه.
يحكى عن بعض من أهل الصلاح أنه قال في هذا الوزير: في بغداد (الحسين بن منصور الحلاج) يحلج قطنه.!
لم تطل مدة حكم هذا الوزير ولا دام له رغد العيش فقضى نحبه بداء البطنة. دفن جوار حضرة الشيخ عبد القادر الجيلاني. وأيام حكومته من 28 جمادي الأولى سنة 1074 ه‍/1663، إلى أواخر ذي الحجة سنة 1074 ه‍/1664م. وقد خلفه على ولاية بغداد الوالي قره مصطفى باشا.